# MechCommander 2
MechCommander 2 est un jeu vidéo de tactique en temps réel développé par FASA Interactive et publié par Microsoft en 2001 sur PC. Le jeu fait suite à MechCommander, publié par MicroProse en 1998. Comme ce dernier, il se déroule dans l’univers de science-fiction de la franchise BattleTech, caractérisé par ses affrontements entre des robots géants. Le joueur commande, au niveau tactique, une escouade constituée d’un nombre limité de robots dont les caractéristiques (précision, vitesse, portée…) évoluent au fur et à mesure des missions. Le jeu se distingue de son prédécesseur par son moteur 3D ainsi que par son interface simplifiée, avec notamment la disparition de la possibilité de cibler précisément une partie d’un robot ennemi. Le jeu propose une campagne d’une trentaine de missions. Avant chaque scénario, le joueur peut personnaliser son escouade en choisissant ses robots, leur équipage et leur armement. Au fur et à mesure des missions, ces derniers peuvent être améliorés et les robots accumulent de l’expérience qui améliore leurs compétences en matière de pilotage et de combat. Au cours des missions, le joueur a la possibilité de demander un soutien extérieur sous la forme d’un véhicule de réparation, d’un poseur de mine, d’un hélicoptère de reconnaissance ou d’un tir d’artillerie lourde. Il peut également récupérer les carcasses des robots détruits et les réparer afin de les utiliser. Outre la campagne, le jeu intègre un mode multijoueur ainsi qu’un éditeur de scénarios.

## Trame
MechCommander 2 se déroule dans l’univers de science-fiction de la franchise BattleTech qui se caractérise par ses affrontements entre des robots de combats, les Mechs. Alors que dans MechCommander, le joueur incarne le commandant d’une escouade de robots appartenant à l’une des maisons nobles de la Sphère Intérieure, il commande ici un groupe de mercenaires qui travaillent pour le compte de trois maisons nobles afin de protéger leurs intérêts dans une région politiquement instable, le Chaos March.

## Système de jeu
MechCommander 2 est un jeu de tactique en temps réel dans la lignée de MechCommander. Comme dans ce dernier, le joueur commande, au niveau tactique, une escouade constituée d’un nombre limité de robots dont les caractéristiques (précision, vitesse, portée…) évoluent au fur et à mesure des missions. Le jeu se distingue d’abord de son prédécesseur par son moteur 3D qui impacte notamment la manière dont le programme gère les lignes de vues des unités et le relief. Les obstacles qui parsèment le champ de bataille bloquent ainsi la visibilité des unités, ce qui permet de dissimuler des robots afin de tendre une embuscade. De la même manière, un robot positionné en hauteur bénéficie d’une meilleure visibilité et d’une meilleure position de tir, ce qui lui permet d’infliger plus de dégâts. Le nouveau moteur 3D fait également disparaitre le brouillard de guerre du premier volet et le joueur peut ainsi visualiser l’ensemble du champ de bataille, en dehors des unités ennemies, sans avoir besoin de l’explorer. Comme dans le premier volet, le joueur peut choisir les robots de combat qui constituent son escouade avant chaque mission. Ces derniers sont en partie issus du premier MechCommander, mais le jeu inclut également quelques nouveaux robots qui font leur première apparition dans l’univers BattleTech. Chaque robot possède des caractéristiques spécifiques comme le blindage, le nombre d’emplacements disponibles pour les armes, la dissipation thermique et la vitesse. Outre les robots, le joueur doit également choisir leurs pilotes, qui peuvent se spécialiser dans différents domaines et qui gagnent de l’expérience au fur et à mesure des missions. Au cours des missions, le joueur peut de plus récupérer du matériel sur le champ de bataille, qu’il peut ensuite utiliser dans les missions suivantes. Il doit pour cela faire appel à une unité volante pour récupérer le matériel, ce qui lui coûte des points de ressources. Ces points peuvent également être utilisés pour obtenir du renfort ou du soutien en cours de missions, sous la forme d’un bombardement aérien, d’un poseur de mines, d’un camion de réparation, d’un char de reconnaissance ou d’une sonde,,. Pour chaque mission, le joueur dispose d’un nombre limité de points de ressource, mais il peut en obtenir de nouveaux en capturant des bâtiments ennemis.
Le jeu propose une campagne d’une trentaine de missions qui se déroulent toutes sur la même planète, mais dans différents environnements comme un atoll, une forêt ou une base ennemie. Les scénarios proposent différents types d’objectifs comme partir en reconnaissance, récupérer des ressources ou éradiquer les ennemis dans une zone. Dans certaines missions, des objectifs supplémentaires peuvent de plus apparaitre en cours de route. Outre la campagne, le jeu intègre un mode multijoueur ainsi qu’un éditeur de scénarios.

## Accueil
| MechCommander 2 |      |       |
| Média           | Pays | Notes |
| Gamekult        | FR   | 6/10  |
| GameSpot        | US   | 77 %  |
| Gen4            | FR   | 14/20 |
| Jeuxvideo.com   | FR   | 15/20 |
| Joystick        | FR   | 84 %  |
| PC Gamer UK     | GB   | 72 %  |
| PC Zone         | GB   | 84 %  |